# Манека (футболіст)
Мануель Маріньо Алвеш, або Манека (порт. Manuel Marinho Alves Maneca, 28 січня 1926, Салвадор — 28 червня 1961, Ріо-де-Жанейро) — бразильський футболіст, що грав на позиції нападника, зокрема, за клуб «Васко да Гама», а також національну збірну Бразилії.
Триразовий переможець Ліги Баїяно. Чотириразовий переможець Ліги Каріока. Переможець Клубного чемпіонату Південної Америки з футболу 1948. 

## Клубна кар'єра
У футболі дебютував 1943 року виступами за команду «Галісія», в якій провів два сезони. 
Протягом 1945—1946 років захищав кольори клубу «Віторія» (Салвадор).
Своєю грою за останню команду привернув увагу представників тренерського штабу клубу «Васко да Гама», до складу якого приєднався 1946 року. Відіграв за команду з Ріо-де-Жанейро наступні дев'ять сезонів своєї ігрової кар'єри.
Згодом з 1956 по 1956 рік грав у складі команд «Віторія» (Салвадор) та «Бангу».
Завершив професійну ігрову кар'єру у клубі «Галісія», у складі якого вже виступав раніше. Прийшов до команди 1957 року, захищав її кольори до припинення виступів на професійному рівні у 1957.

## Виступи за збірну
1950 року дебютував в офіційних матчах у складі національної збірної Бразилії. Протягом кар'єри у національній команді провів у її формі 6 матчів, забивши 2 голи.
У складі збірної був учасником чемпіонату світу 1950 року у Бразилії, де разом з командою здобув «срібло», зігравши з Мексикою (4-0), Швейцарією (2-2), Югославією (2-0) і Швецією (7-1).
Помер 28 червня 1961 року на 36-му році життя у місті Ріо-де-Жанейро, вчинивши самогубство, прийнявши ціанід ртуті в будинку своєї нареченої Пенья Феррейри. Його доставили у важкому стані в лікарні Мігеля Коуту, де він помер.

## Титули і досягнення
- Переможець Ліги Баїяно (3):

«Віторія» (Салвадор): 1943, 1954, 1956
- Переможець Ліги Каріока (4):

«Васко да Гама»: 1947, 1949, 1950, 1952
- Переможець Клубного чемпіонату Південної Америки з футболу 1948 (1):

«Васко да Гама»: 1948
- Віце-чемпіон світу: 1950